# Campionati del mondo di atletica leggera 1983 - Lancio del martello
La gara di lancio del martello maschile dei campionati del mondo di atletica leggera 1983 si è svolta tra l'8 e il 9 agosto.

## Podio
| Pos.    | Atleta          | Nazionalità      | Misura  |
| ------- | --------------- | ---------------- | ------- |
| Oro     | Sergej Litvinov | Unione Sovietica | 82,68 m |
| Argento | Jurij Sedych    | Unione Sovietica | 80,94 m |
| Bronzo  | Zdzisław Kwaśny | Polonia          | 71,42 m |

## Situazione pre-gara

### Record
Prima di questa competizione, il record del mondo (RM) e il record dei campionati (RC) erano i seguenti.
| Record                | Prestazione  | Atleta                           | Data                                   | Competizione |
| --------------------- | ------------ | -------------------------------- | -------------------------------------- | ------------ |
| Record mondiale       | 84,14 m      | Sergej Litvinov Unione Sovietica | 21 giugno 1983 Mosca, Unione Sovietica |              |
| Record dei campionati | Nuovo evento | Nuovo evento                     | Nuovo evento                           | Nuovo evento |

### Campioni in carica
I campioni in carica, a livello mondiale e olimpico, erano:
| Campione | Atleta                           | Prestazione  | Data                                   | Competizione         |
| -------- | -------------------------------- | ------------ | -------------------------------------- | -------------------- |
| Olimpico | Sergej Litvinov Unione Sovietica | 81,80 m      | 31 luglio 1980 Mosca, Unione Sovietica | Giochi olimpici 1980 |
| Mondiale | Nuovo evento                     | Nuovo evento | Nuovo evento                           | Nuovo evento         |

### La stagione
Prima di questa gara, gli atleti con le migliori tre prestazioni dell'anno erano:
| Pos. | Atleta                          | Prestazione | Data                                       |
| ---- | ------------------------------- | ----------- | ------------------------------------------ |
| 1    | Jurij Dumčev Unione Sovietica   | 81,80 m     | 21 giugno 1983 Mosca, Unione Sovietica     |
| 2    | Igor' Nikulin Unione Sovietica  | 82,92 m     | 3 giugno 1983 Leningrado, Unione Sovietica |
| 3    | Jurij Tarasjuk Unione Sovietica | 81,18 m     | 2 maggio 1983 Minsk, Unione Sovietica      |

## Risultati

### Qualificazione
Qualificazione: gli atleti che raggiungono i 74,00 m (Q) o le migliori 12 misure (q). Le qualificazioni si sono svolte l'8 agosto.
| Pos. | Gruppo | Atleta              | Nazione          | Lanci | Lanci | Lanci | Misura  | Note |
| Pos. | Gruppo | Atleta              | Nazione          | 1°    | 2°    | 3°    | Misura  | Note |
| ---- | ------ | ------------------- | ---------------- | ----- | ----- | ----- | ------- | ---- |
| 1    | B      | Sergej Litvinov     | Unione Sovietica | 78,50 | —     | —     | 78,50 m | Q    |
| 2    | A      | Zdzisław Kwaśny     | Polonia          | 73,28 | 73,36 | 75,78 | 75,78 m | Q    |
| 3    | A      | Jurij Sedych        | Unione Sovietica | 75,52 | —     | —     | 75,52 m | Q    |
| 4    | A      | Juha Tiainen        | Finlandia        | 72,66 | 75,02 | —     | 75,02 m | Q    |
| 5    | B      | Günther Rodehau     | Germania Est     | 71,28 | 74,86 | —     | 74,86 m | Q    |
| 6    | A      | Emanuil Djulgerov   | Bulgaria         | 74,74 | —     | —     | 74,74 m | Q    |
| 7    | B      | Karl-Hans Riehm     | Germania Ovest   | 74,56 | —     | —     | 74,56 m | Q    |
| 8    | A      | Klaus Ploghaus      | Germania Ovest   | 74,46 | —     | —     | 74,46 m | Q    |
| 9    | B      | Harri Huhtala       | Finlandia        | 73,22 | 74,28 | —     | 74,28 m | Q    |
| 10   | A      | Igor' Nikulin       | Unione Sovietica | 74,06 | —     | —     | 74,06 m | Q    |
| 11   | A      | Roland Steuk        | Germania Est     | 73,68 | —     | —     | 73,68 m | q    |
| 12   | B      | Christoph Sahner    | Germania Ovest   | 73,44 | n     | 72,42 | 73,44 m | q    |
| 13   | B      | Giampaolo Urlando   | Italia           | 72,06 | 69,86 | n     | 72,06 m |      |
| 14   | A      | František Vrbka     | Cecoslovacchia   | 68,06 | 71,72 | 70,34 | 71,72 m |      |
| 15   | A      | Robert Weir         | Regno Unito      | 71,62 | 70,72 | 68,24 | 71,62 m |      |
| 16   | A      | Shigenobu Murofushi | Giappone         | 71,42 | n     | n     | 71,42 m |      |
| 17   | B      | Chris Black         | Regno Unito      | n     | 71,18 | n     | 71,18 m |      |
| 18   | B      | Mariusz Tomaszewski | Polonia          | 70,62 | n     | 69,44 | 70,62 m |      |
| 19   | B      | Dave McKenzie       | Stati Uniti      | 69,24 | 67,22 | 69,94 | 69,94 m |      |
| 20   | A      | Ed Burke            | Stati Uniti      | 67,72 | 69,12 | 68,70 | 69,12 m |      |
| 21   | B      | Richard Olsen       | Norvegia         | 67,62 | 68,58 | n     | 68.58 m |      |
| 22   | A      | Matthew Mileham     | Regno Unito      | n     | 67,12 | n     | 67,12 m |      |
| 23   | B      | John McArdle        | Stati Uniti      | n     | 64,44 | 66,18 | 66,18 m |      |
| 24   | B      | Hans Lotz           | Australia        | n     | 66,14 | 65,42 | 66,14 m |      |
| 25   | A      | Kjell Bystedt       | Svezia           | 65,84 | 64,72 | 65,86 | 65,86 m |      |
| 26   | A      | Hakim Toumi         | Algeria          | 65,54 | 63.92 | 63.98 | 65,54 m |      |
| 27   | A      | Xie Yingqi          | Cina             | 62,54 | 65,54 | 63,04 | 65,54 m |      |
| 28   | A      | Declan Hegarty      | Irlanda          | 65,46 | n     | 64,12 | 65,46 m |      |
| 29   | B      | Fatmir Bajraktari   | Albania          | 61,22 | 61,72 | 64,48 | 64,48 m |      |
|      | A      | Henryk Królak       | Polonia          | n     | n     | n     | nm      |      |
|      | B      | Jiří Chamrád        | Cecoslovacchia   | n     | n     | n     | nm      |      |
|      | B      | Ralf Haber          | Germania Est     | n     | n     | n     | nm      |      |
|      | B      | Johann Lindner      | Austria          | n     | n     | n     | nm      |      |

### Finale
| Pos.    | Atleta            | Nazione          | Lanci | Lanci | Lanci | Lanci           | Lanci           | Lanci           | Misura  | Note             |
| Pos.    | Atleta            | Nazione          | 1°    | 2°    | 3°    | 4°              | 5°              | 6°              | Misura  | Note             |
| ------- | ----------------- | ---------------- | ----- | ----- | ----- | --------------- | --------------- | --------------- | ------- | ---------------- |
| Oro     | Sergej Litvinov   | Unione Sovietica | 82.68 | 82,04 | 73,54 | 80,90           | 80,26           | 81,84           | 82,68 m |                  |
| Argento | Jurij Sedych      | Unione Sovietica | 79,22 | 79,76 | 80,64 | 80,94           | 78,96           | n               | 80,94 m |                  |
| Bronzo  | Zdzisław Kwaśny   | Polonia          | 77,38 | 79,42 | 79,16 | 76,44           | 76,40           | n               | 79,42 m | Record nazionale |
| 4       | Igor' Nikulin     | Unione Sovietica | 77,86 | 78,46 | n     | 78,96           | 79,34           | 77,74           | 79,34 m |                  |
| 5       | Günther Rodehau   | Germania Est     | n     | 76,04 | 74,80 | 77,08           | 75,36           | 76,12           | 77,08 m |                  |
| 6       | Klaus Ploghaus    | Germania Ovest   | 76,96 | 76,12 | 75,26 | n               | 76,76           | 76,94           | 76,96 m |                  |
| 7       | Karl-Hans Riehm   | Germania Ovest   | 76,92 | n     | 76,70 | 74,82           | 73,74           | n               | 76,92 m |                  |
| 8       | Emanuil Djulgerov | Bulgaria         | 76,22 | 74,58 | 76,64 | 76,12           | n               | 75,38           | 76,64 m |                  |
| 9       | Juha Tiainen      | Finlandia        | 73,52 | 74,54 | 75,60 | Non qualificati | Non qualificati | Non qualificati | 75,60 m |                  |
| 10      | Harri Huhtala     | Finlandia        | 74,52 | 75,46 | 73,96 | Non qualificati | Non qualificati | Non qualificati | 75,46 m |                  |
| 11      | Christoph Sahner  | Germania Ovest   | 70,60 | 71,26 | 72,86 | Non qualificati | Non qualificati | Non qualificati | 72,86 m |                  |
| 12      | Roland Steuk      | Germania Est     | 72,10 | n     | n     | Non qualificati | Non qualificati | Non qualificati | 72,10 m |                  |